# 毛里塔尼亞烏吉亞
毛里塔尼亞烏吉亞（貨幣代碼：MRU），簡稱烏吉亞，是毛里塔尼亞的法定貨幣。烏吉亞是世界上少數以五分之一而非十分之一作為辅币單位的貨幣種類。
毛里塔尼亞烏吉亞於1973年開始流通，以取代原先使用的西非法郎。该国从2018年1月1日开始更新货币，发行1000、500、200、100面值纸币，旧币（代码MRO）以10:1的比例兑换为新币。

## 流通中的貨幣

### 硬幣
- ⅕ 烏吉亞
- 1 烏吉亞
- 5 烏吉亞
- 10 烏吉亞
- 20 烏吉亞
- 50 烏吉亞

### 紙幣
- 50 烏吉亞
- 100 烏吉亞
- 200 烏吉亞
- 500 烏吉亞
- 1000 烏吉亞